# Кадзіма Моека
Кадзіма Моека (2 вересня 1999) — японська синхронна плавчиня.
Учасниця Олімпійських Ігор 2020 року.
Призерка Чемпіонату світу з водних видів спорту 2022 року.
Призерка Азійських ігор 2018 року.